# Langarmiger Spießrüssler

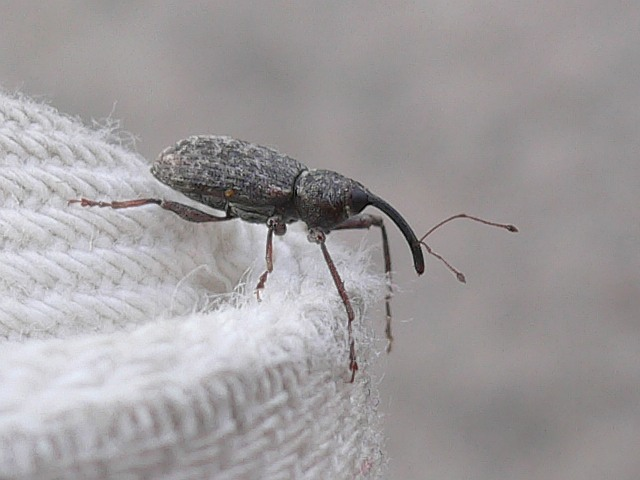
Seitenansicht

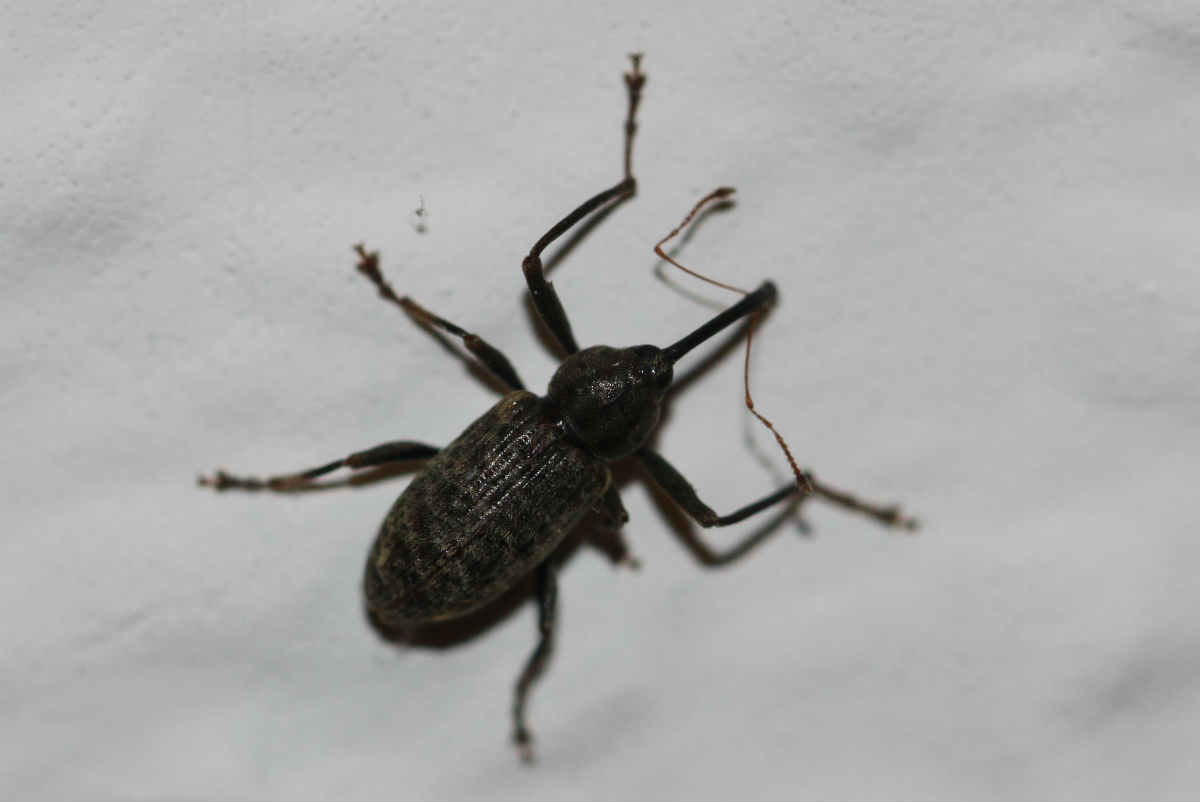
Dorytomus longimanus (Männchen) – Dorsalsicht

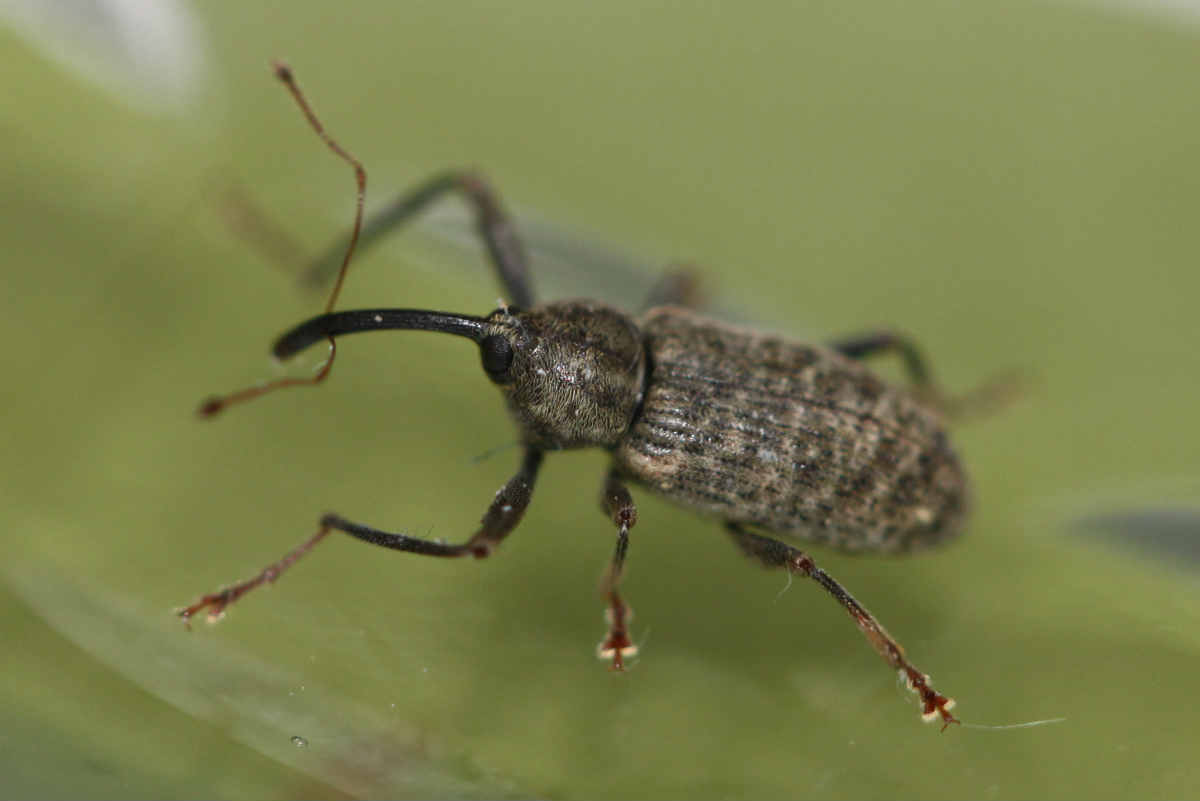
Dorytomus longimanus (Männchen)

Der Langarmige Spießrüssler (Dorytomus (Dorytomus) longimanus) ist ein Käfer aus der Familie der Rüsselkäfer (Curculionidae).

## Merkmale
Die Käfer werden 4,7 bis 7,5 Millimeter lang. Sie sind hellbraun bis schwarz gefärbt und haben fein schwarz gesprenkelte Deckflügel und einen Halsschild, der sehr dicht und fein punktiert ist. Beide Körperteile sind locker hell beschuppt, so dass man noch die Grundfärbung darunter erkennen kann. Die Fühler, die einen sehr dünnen Schaft haben, und auch die Beine sind rostbraun gefärbt, wobei aber Fühlerkeulen, Femora (Schenkel) und Tibien (Schienen) meist dunkler gefärbt sind. Ihr Rüssel, der etwas länger als Kopf und Halsschild ist, ist dünn und nach unten gekrümmt. Der mittlere Bereich des Prothorax ist fein behaart. Die Männchen haben im Gegensatz zu den Weibchen längere Femora bei den Vorderbeinen, die auch im Verhältnis zu den anderen Schenkeln länger sind, sodass die Vorderbeine das längste Beinpaar sind (Name!). Auf den Femora ist auch zusätzlich ein kleiner, abstehender Zahn zu erkennen.

## Ähnliche Arten
- Dorytomus schoenherri
- Dorytomus tremulae

## Vorkommen
Die Tiere kommen fast in der ganzen Paläarktis vor und fehlen nördlich von Dänemark und Mittelschweden. Sie leben auf Pappeln und sind vor allem im Frühling häufig zu finden.

## Lebensweise
Die Imagines leben unter der Rinde ihrer Wirtsbäume. Die Weibchen legen ihre Eier im März ab. Die daraus schlüpfenden Larven fressen in den Knospen der Bäume und verpuppen sich vor dem Winter im Boden. Die ausgewachsenen Käfer überwintern entweder im Bodenstreu oder in Rissen der Rinde.

## Gefährdung
Die Art gilt in Deutschland als ungefährdet.